# Historie verzí Firefoxu
Mozilla Firefox je svobodný multiplatformní webový prohlížeč, který vyvíjí ve spolupráci se stovkami dobrovolníků Mozilla Corporation, dceřiná společnost nadace Mozilla Foundation. První finální verze 1.0 byla vydána i v češtině 9. listopadu 2004 za velkého zájmu uživatelů i médií a stala se jedním z nejpoužívanějších programů s otevřeným kódem.

## Historie

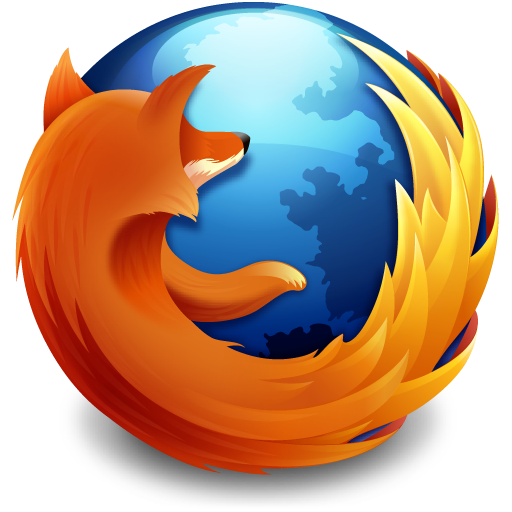
Logo Firefoxu od verze 3.5

Projekt samostatného webového prohlížeče z balíku Mozilla Suite nastartovali jako experiment Dave Hyatt a Blake Ross. Ti byli frustrováni situací okolo Mozilla Suite a chtěli vytvořit malý a jednoduchý – uživatelsky přívětivý – webový prohlížeč, který bude vyvíjet úzká skupina lidí. Jeho první verze (0.1), ještě pod jménem Phoenix, byla vydána 23. září 2002. Do konce roku pak v rychlém sledu následovaly verze 0.2–0.5.
Poté došlo k nucenému přejmenování z důvodů kolize s ochrannou známkou Phoenix (jde o amerického výrobce systémů BIOS). Jméno bohužel opět nebylo vhodně zvoleno a nový název, Mozilla Firebird, kolidoval se jménem databázového serveru Firebird, za což se vývojářům dostalo oprávněné kritiky. Od verze 0.8 (z února 2004) je produkt vydáván pod názvem Mozilla Firefox. Přestože ještě nebyl ve finální verzi, používalo jej v té době pro každodenní práci již velké množství uživatelů.
Verze 1.0 byla vydaná 9. listopadu 2004. Záměrem tvůrců Firefoxu bylo obsazení 10 % trhu s prohlížeči do konce roku 2005 na úkor v té době nejrozšířenějšího Windows Internet Exploreru.
Jelikož si za první den po zveřejnění stáhli uživatelé 8 002 530 kopií Firefoxu verze 3.0, je Firefox zapsán v Guinnessově knize rekordů za největší množství stažených kopií softwaru. Verze 4 tento rekord pak ještě překonala.
V prosinci 2009 se Firefox ve své verzi 3.5 stal statisticky nejoblíbenějším prohlížečem na světě, z této pozice však byl později sesazen prohlížečem Google Chrome.
Verze 3.6 obsahovala novou verzi 1.9.2 renderovacího jádra Gecko, změny využívající grafickou knihovnu Cairo, mód anonymního prohlížení a mnoho dalších novinek. V testu Acid3 dosáhla tato verze skóre 94/100. Ve verzi 6.0 dosáhl plného skóre 100/100.

## Přehled verzí
| Verze | Datum vydání            | Kódové označení | Gecko |
| ----- | ----------------------- | --------------- | ----- |
| 1.0   | 9. listopadu 2004       | Phoenix         | 1.7   |
| 1.5   | 29. listopadu 2005      | Deer Park       | 1.8   |
| 2.0   | 14. října 2006          | Bon Echo        | 1.8.1 |
| 3.0   | 17. června 2008         | Gran Paradiso   | 1.9   |
| 3.5   | 30. června 2009         | Shiretoko       | 1.9.1 |
| 3.6   | 21. ledna 2010          | Namoroka        | 1.9.2 |
| 3.7   | zrušeno ► Firefox 3.6.4 | Lorentz         | 1.9.3 |
| 4.0   | 22. března 2011         | Tumucumaque     | 2.0   |
| ▼     | ▼                       |                 | ▼     |

| Verze  | Datum vydání       | Gecko  | Poznámka                                    |
| ▼      | ▼                  | ▼      |                                             |
| ------ | ------------------ | ------ | ------------------------------------------- |
| 4.0    | 22. března 2011    | 2.0    |                                             |
| 5.0    | 21. června 2011    | 5.0    |                                             |
| 6.0    | 16. srpna 2011     | 6.0    |                                             |
| 7.0    | 27. září 2011      | 7.0    |                                             |
| 8.0    | 8. listopadu 2011  | 8.0    |                                             |
| 9.0    | 20. prosince 2011  | 9.0    |                                             |
| 10.0   | 31. ledna 2012     | 10.0   | Podpora verze 10.0.12esr až do 12. 2. 2013. |
| 11.0   | 13. března 2012    | 11.0   |                                             |
| 12.0   | 24. dubna 2012     | 12.0   |                                             |
| 13.0   | 5. června 2012     | 13.0   |                                             |
| 14.0   | 17. července 2012  | 14.0   |                                             |
| 15.0   | 28. srpna 2012     | 15.0   |                                             |
| 16.0   | 9. října 2012      | 16.0   |                                             |
| 17.0   | 20. listopadu 2012 | 17.0   | Podpora verze 17.0.8esr až do 3. 12. 2013.  |
| 18.0   | 8. ledna 2013      | 18.0   |                                             |
| 19.0   | 19. února 2013     | 19.0   |                                             |
| 20.0   | 2. dubna 2013      | 20.0   |                                             |
| 21.0   | 14. května 2013    | 21.0   |                                             |
| 22.0   | 25. června 2013    | 22.0   |                                             |
| 23.0   | 6. srpna 2013      | 23.0   |                                             |
| 24.0   | 17. září 2013      | 24.0   | Podpora verze 24.x.0esr až do 13. 10. 2013. |
| 25.0   | 29. října 2013     | 25.0   | Firefox ESR 17.0.10 a 24.1                  |
| 26.0   | 10. prosince 2013  | 26.0   | Firefox ESR 24.2                            |
| 27.0   | 4. února 2014      | 27.0   | Firefox ESR 24.3                            |
| 28.0   | 18. března 2014    | 28.0   | Firefox ESR 24.4                            |
| 29.0   | 29. dubna 2014     | 29.0   | Firefox ESR 24.5                            |
| 30.0   | 10. června 2014    | 30.0   | Firefox ESR 24.6                            |
| 31.0   | 22. července 2014  | 31.0   | Firefox ESR 24.7 a 31.0                     |
| 32.0   | 2. září 2014       | 32.0   | Firefox ESR 24.8 a 31.1                     |
| 33.0   | 14. října 2014     | 33.0   | Firefox ESR 31.2                            |
| 34.0   | 25. listopadu 2014 | 34.0   | Firefox ESR 31.3                            |
| 35.0   | 13. ledna 2015     | 35.0   | Firefox ESR 31.4                            |
| 36.0   | 24. února 2015     | 36.0   | Firefox ESR 31.5                            |
| 37.0   | 31. března 2015    | 37.0   | Firefox ESR 31.6                            |
| 38.0   | 12. května 2015    | 38.0   | Firefox ESR 31.7 a 38.0                     |
| 39.0   | 3. července 2015   | 39.0   | Firefox ESR 31.8 a 38.1                     |
| 40.0   | 11. srpna 2015     | 40.0   | Firefox ESR 38.2                            |
| 41.0   | 22. září 2015      | 41.0   | Firefox ESR 38.3                            |
| 42.0   | 3. listopadu 2015  | 42.0   | Firefox ESR 38.4                            |
| 43.0   | 15. prosince 2015  | 43.0   | Firefox ESR 38.5                            |
| 44.0   | 26. ledna 2016     | 44.0   | Firefox ESR 38.6                            |
| 45.0   | 8. března 2016     | 45.0   | Firefox ESR 38.7 a 45.0                     |
| 46.0   | 26. dubna 2016     | 46.0   | Firefox ESR 38.8 a 45.1                     |
| 47.0   | 7. června 2016     | 47.0   | Firefox ESR 45.2                            |
| 48.0   | 2. srpna 2016      | 48.0   | Firefox ESR 45.3                            |
| 49.0   | 20. září 2016      | 49.0   | Firefox ESR 45.4                            |
| 50.0   | 15. listopadu 2016 | 50.0   | Firefox ESR 45.5                            |
| 50.1.0 | 13. prosince 2016  | 50.1.0 | Firefox ESR 45.6                            |
| 51.0   | 24. ledna 2017     | 51.0   | Firefox ESR 45.7                            |
| 52.0   | 7. března 2017     | 52.0   | Firefox ESR 45.8 a 52.0                     |
| 53.0   | 19. dubna 2017     | 53.0   | Firefox ESR 45.9 a 52.1                     |
| 54.0   | 13. června 2017    | 54.0   | Firefox ESR 52.2                            |
| 55.0   | 8. srpna 2017      | 55.0   | Firefox ESR 52.3                            |
| 56.0   | 28. září 2017      |        | Firefox ESR 52.4                            |
| 57.0   | 14. listopadu 2017 |        | Firefox ESR 52.5                            |
| 58.0   | 23. ledna 2018     |        | Firefox ESR 52.6                            |
| 59.0   | 13. března 2018    |        | Firefox ESR 52.7                            |
| 60.0   | 9. května 2018     |        | Firefox ESR 52.8 a 60.0                     |
| 61.0   | 26. června 2018    |        | Firefox ESR 52.9 a 60.1                     |
| 62.0   | 5. září 2018       |        | Firefox ESR 60.2                            |
| 63.0   | 23. října 2018     |        | Firefox ESR 60.3                            |
| 64.0   | 11. prosince 2018  |        | Firefox ESR 60.4                            |
| 65.0   | 29. ledna 2019     |        | Firefox ESR 60.5                            |
| 66.0   | 19. března 2019    |        | Firefox ESR 60.6                            |
| 67.0   | 21. května 2019    |        | Firefox ESR 60.7                            |
| 68.0   | 9. července 2019   |        | Firefox ESR 60.8 a 68.0                     |
| 69.0   | 3. září 2019       |        | Firefox ESR 60.9 a 68.1                     |
| 70.0   | 22. října 2019     |        | Firefox ESR 68.2                            |
| 71.0   | 3. prosince 2019   |        | Firefox ESR 68.3                            |
| 72.0   | 7. ledna 2020      |        | Firefox ESR 68.4                            |
| 73.0   | 11. února 2020     |        | Firefox ESR 68.5                            |
| 74.0   | 10. března 2020    |        | Firefox ESR 68.6                            |
| 75.0   | 7. dubna 2020      |        | Firefox ESR 68.7                            |
| 76.0   | 5. května 2020     |        | Firefox ESR 68.8                            |
| 77.0   | 2. června 2020     |        | Firefox ESR 68.9                            |
| 78.0   | 30. června 2020    |        | Firefox ESR 68.10 a 78.0                    |
| 79.0   | 28. července 2020  |        | Firefox ESR 68.11 a 78.1                    |
| 80.0   | 25. srpna 2020     |        | Firefox ESR 68.12 a 78.2                    |
| 81.0   | 22. září 2020      |        | Firefox ESR 78.3                            |
| 82.0   | 20. října 2020     |        | Firefox ESR 78.4                            |
| 83.0   | 17. listopadu 2020 |        | Firefox ESR 78.5                            |
| 84.0   | 15. prosince 2020  |        | Firefox ESR 78.6                            |
| 85.0   | 26. ledna 2021     |        | Firefox ESR 78.7                            |
| 86.0   | 23. února 2021     |        | Firefox ESR 78.8                            |
| 87.0   | 23. března 2021    |        | Firefox ESR 78.9                            |
| 88.0   | 19. dubna 2021     |        | Firefox ESR 78.10                           |
| 89.0   | 1. června 2021     |        | Firefox ESR 78.11                           |
| 90.0   | 13. července 2021  |        | Firefox ESR 78.12                           |
| 91.0   | 10. srpna 2021     |        | Firefox ESR 78.13 a 91.0                    |
| 92.0   | 7. září 2021       |        | Firefox ESR 78.14 a 91.1                    |
| 93.0   | 5. října 2021      |        | Firefox ESR 78.15 a 91.2                    |
| 94.0   | 2. listopadu 2021  |        | Firefox ESR 91.3                            |
| 95.0   | 7. prosince 2021   |        | Firefox ESR 91.4                            |
| 96.0   | 11. ledna 2022     |        | Firefox ESR 91.5                            |
| 97.0   | 8. února 2022      |        | Firefox ESR 91.6                            |
| 98.0   | 8. března 2022     |        | Firefox ESR 91.7                            |
| 99.0   | 5. dubna 2022      |        | Firefox ESR 91.8                            |
| 100.0  | 3. května 2022     |        | Firefox ESR 91.9                            |
| 101.0  | 31. května 2022    |        | Firefox ESR 91.10                           |
| 111.0  |                    |        |                                             |

## Prvotní verze

### Firefox 4
- V novém výchozím vzhledu se hlavička panelů nachází nad nástrojovou lištou, ve verzích pro Windows Vista a 7 je hlavní nabídka nahrazena tlačítkem a hlavička panelů je umístěna v hlavičce okna. Nově byl také zrušen stavový řádek a nahrazen lištou doplňků.[8]
- Funkce Panorama (dříve označovaná jako Tab Candy umožňuje uspořádat panely do skupin.[8]
- Firefox Sync (dříve dostupný jako rozšíření) nabízí synchronizaci záložek, aktuálně otevřených panelů, historie, hesel a dalších dat mezi několika instalacemi Firefoxu (např. doma, v práci atd.)[8]
- Vylepšení rychlosti bylo dosaženo úpravami interpretu JavaScriptu, podporována je rovněž hardwarová akcelerace grafickými kartami.[9]
- Nový správce doplňků, zobrazující se v panelu namísto v dialogovém okně.[9]

### Další vývoj
V roce 2011 došlo ke zkrácení vývojových cyklů, takže nové verze vycházejí každých 5–6 týdnů; po Firefoxu 5 vyšly v roce 2011 ještě čtyři další verze, Firefox 6, 7, 8 a 9.

## Novější verze

### Firefox 7
Firefox 7 snížil paměťové nároky prohlížeče, přinesl novinky v hardwarové akceleraci a začal v adresním řádku skrývat protokol HTTP.

### Firefox 9
Firefox 9 přinesl zrychlení při zpracování JavaScriptu.

### Firefox 10 (ESR)
Firefox 10 přinesl změnu, že rozšíření jsou ve výchozím nastavení považována za kompatibilní, čímž vývojáři reagovali na nefunkčnost neaktualizovaných rozšíření. Tato verze vyšla také ve variantě ESR (Extended Support Release), která bude podporována 42 týdnů a která by měla být vydávána každých 6 měsíců.

### Firefox 11
Firefox 11 nově podporoval synchronizaci rozšíření, import dat z prohlížeče Google Chrome, dále přinesl editor CSS pro vývojáře a experimentální podporu protokolu SPDY.

### Firefox 17 (ESR)
Firefox 17 vrátil animaci panelu při vzájemném přesouvání a nově obsahoval Social API, které umožňuje přistupovat k webům s dynamickým obsahem skrze lištu v prohlížeči; prozatím bylo připraveno rozhraní pro přístup k Facebooku. Jednalo se o druhou verzi s prodlouženou podporou (ESR).

### Firefox 18
Firefox 18 přinesl rychlejší start aplikace až o 20 % (zejména pokud uživatel používá motivy Personas), verze byla stabilnější a bezpečnější. Vylepšen byl výkon při přepínání panelů. Další novinkou bylo zavedení technologie WebRTC (Web Real-Time Communication), návrh tohoto komunikačního standardu byl schválen W3C na jaře 2012 a podporuje ho Opera, Chrome či Internet Explorer. Ve Firefoxu 18 se také objevil nový javascriptový engine označovaný jako IonMonkey, podpora CSS3 Flexible Box Layoutu a W3C touch events a navíc nový algoritmus pro doostření obrázků. Pro macOS přibyla podpora displejů Retina.

### Firefox 19
Firefox 19 přinesl kromě oprav také převratnou novinku – integrovaný prohlížeč souborů PDF, který je založen na HTML5 a JavaScriptu a nahrazuje zásuvné moduly Adobe Reader nebo Foxit Reader. Dále bylo zapracováno na zrychlení spouštění aplikace.

### Firefox 20
Firefox 20 obsahoval nového správce stahování, upozornění na neodpovídající zásuvné moduly a nově umožňoval mít vedle sebe okna s výchozím a anonymním prohlížením.

### Firefox 21
Firefox 21 přišel s analýzou zdraví aplikace – tu je možno zobrazit zadáním about:healthreport nebo přes položku »Nápověda« v menu »Firefox«. Dále rozšířil možnosti v nastavení soukromí o podrobnější nastavení sledování uživatelů. Pokud uživatel používá v novém panelu náhledy navštívených stránek, nyní má možnost vrátit zpět smazaný náhled. Dále bylo zapracováno na opravení chyb a zrychlení prohlížeče.

### Firefox 22
Firefox 22 nabízel uživatelům volání z prohlížeče pomocí technologie WebRTC (Web Real-Time Communications). WebRTC je open-source API rozhraní umožňující pro webové aplikace využívat hlasovou a obrazovou komunikaci bez nutnosti externího plug-inu, např. Adobe Flash Player, což dříve nešlo. WebRTC má kořeny u Googlu ve spojitosti s kodekem VP8. Kromě nativní podpory WebRTC přinesla nová verze Firefoxu i další novinky, například možnost změny rychlosti přehrávání pomocí HTML5 tagů <audio> a <video> a přidání HTML5 tagů <date> a <tie>. Kromě HTML5 přinesla také vylepšení WebGL renderingu a pro vývojáře zajímavou implementaci CSS3 Flexbox. Ke zvýšení rychlosti webových aplikací Firefox 22 přinesl novou knihovnou JavaScriptu nazvanou asm.js (OdinMonkey), slibující razantní zrychlení. Bylo také opraveno 17 bezpečnostních chyb, z toho 7 kritických. Novou funkcí je také integrace sociálních služeb a doplňků pro ně ve Správci doplňků.

### Firefox 23

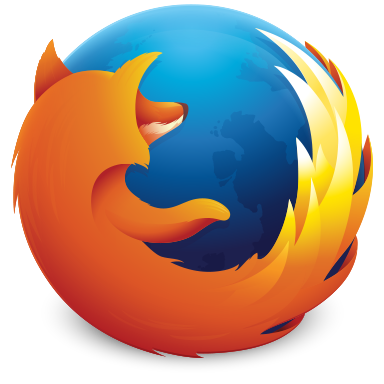
Logo Firefoxu od verze 23

Firefox 23 přinesl jako hlavní novinku ochranu proti změně vyhledávače softwarem třetích stran (ICQ, aj.). Dále se zaměřil na blokování nebezpečného obsahu na webových stránkách – takové prvky mohou představovat bezpečnostní riziko. Další uživatelsky příjemnou změnou byla úprava předvolby about:memory, která slouží k analýze spotřeby paměti Firefoxem. V nastavení na záložce »Obsah«, došlo k odstranění předvoleb pro zapnutí obrázků na webových stránkách a vypnutí JavaScriptu. Nová verze přinesla opravy a zlepšení výkonu samotné aplikace. Uživatelé využívající sociální funkce Firefoxu, mohou od této verze snadno sdílet odkazy na sociálních sítích. Po 4 letech se Mozilla rozhodla pro inovaci loga Firefoxu, jehož vzhled má lehčí nádech.

### Firefox 24 (ESR)
Firefox 24 přinesl nový scrollbar v macOS 10.7. Dále přinesl novinku do kontextového menu, kde lze snadno v otevřené relaci zavřít panely vpravo. Vývojáře potěší podpora SVG renderingu. 

### Firefox 25
Firefox 25 přišel s podporou Web audio API. Jedná se o zlepšení přehrávání zvuků na webu, podporou takových zvukových efektů, jako je např. ozvěna (echo). Firefox tak prohlubuje možnost hraní her v samotném prohlížeči. Pokud uživatel delší dobu Firefox nepoužívá, pak aplikace nabídne reset uživatelského profilu. Za hlavní kosmetickou změnu v této verzi lze považovat přesunutí lišty pro vyhledávání do dolní oblasti prohlížeče, zatímco předtím se lišta pro vyhledávání zobrazovala pod adresním řádkem nebo pod lištou záložek. 
Jistým překvapením bylo, že tato verze Firefoxu zatím nepřinesla nový vzhled Australis, který byl plánován s vydáním Firefoxu 25. 

### Firefoxu 26
Firefoxu 26 bylo hlavní novinkou upravené spouštění zásuvných modulů na vyžádání. Zatímco Flash player bude aktivovaný automaticky, u ostatních je vyžadováno potvrzení od uživatele. Mozilla si od toho slibuje stabilitu prohlížeče a také větší bezpečnost. Další novinkou je možnost instalace aktualizací prohlížeče na počítačích i tam, kde uživatel nemá administrátorská práva. 

### Firefox 27
Firefox 27 umožnil využívat více sociálních služeb najednou v Social API, které je součástí Firefoxu. Přibyla podpora kryptografického protokolu TLS ve verzi 1.2 a síťového protokolu SPDY ve verzi 3.1. Přidanou vlastnosti v CSS byla all:unset, která umožňuje reset nastavení vlastností. Dále Firefox začal podporovat další nové jazyky.

### Firefox 28
Firefox 28 přinesl podporu nových kodeků pro audio Opus a hlavně VP9 pro video, v této verzi by mělo být ve výchozím stavu aktivováno tzv. Gamepad API, co jež prostředí, které umožňuje hrát starší herní tituly přímo v prohlížeči bez ohledu na platformu operačního systému. Další novinkou je přidání modulu Mapy.cz od společnosti Seznam.cz do vyhledávání, ten nahradí nefunkční vyhledávač Jyxo.cz, Mozilla se tedy rozhodla tento volně dostupný modul přidat do výchozí instalace. Dále by Firefox neměl prozrazovat informaci o nainstalovaných doplňcích.

### Firefox 29
Firefox 29 přinesl svou hlavní novinku nové uživatelské rozhraní označované jako Australis, které kopíruje Google Chrome. Tento krok ze strany Mozilly vzbudil negativní zpětnou vazbu. Pokud někomu toto rozhraní nevyhovuje, je tu možnost nainstalovat doplněk Classic theme restorer, který navrací zpět klasické rozhraní známé od verze 4 až do verze 28. Další novinkou je změna synchronizační služby označované jako Firefox Sync, tuto službu málokdo pochopil a byla uživatelský přepracovaná k lepšímu, došlo také k přejmenování na Firefox account. Stačí se jednoduše přihlásit do Firefoxu bez opisování generovaného klíče, což je stejně jednoduché, jako přihlášení do emailu. Mozilla tímto krokem doufá ve zvýšení zájmu o tuto službu.

### Firefox 30
Firefox 30 upravil práci se zásuvnými moduly (pluginy), které byly ve výchozím stavu vypnuty a nově spouštěny jen po potvrzení samotným uživatelem. Mozilla udělala výjimku jen u zásuvného modulu Flash player. Hlavním důvodem této změny byla bezpečnost, jelikož pluginy mohou být zneužívány k průniku do systému.

### Firefox 31 (ESR)
Firefox 31 přidal podporu HTTP hlavičky Prefer:safe, Firefox tedy zjišťuje, zda je v systému zapnutá rodičovská kontrola, a podle toho uživateli zobrazuje vhodný obsah. Dále tato verze přinesla nové nástroje pro vývojáře.

### Firefox 32
Firefox 32 jako hlavní novinku uvedl novou diskovou mezipaměť. Několika změn doznala též kontextová nabídka, ve které byly některé příkazy nahrazeny ikonami. Mezi ně patří hlavně „přidat do oblíbených“, „zpět“ a „vpřed“ nebo „aktualizovat stránku“. Menšími změnami prošel i správce hesel.
Hlavní změnou Firefoxu 33 byla implementace nového přístupu Off Main Thread Compositing, což v praxi znamená, že sestavování stránky bude probíhat odděleně od hlavního vlákna aplikace. Do této verze se dostal i dekodér OpenH264 od Cisca pro přehrávaní videí s kodekem H.264. Další změny se týkaly technologie WebRTC, drobné změny při otevření nového panelu a vylepšení vyhledávání.

### Firefox 34
Firefox 34 nabídl komunikaci přes integrovaného komunikačního klienta Firefox Hello, založený na WebRTC. Ten je provozován ve spolupráci s Telefónicou a implementuje webové vývojové prostředí WebIDE. Mezi další vývojové novinky patří podpora protokolů HTTP/2 a ALPN. Mozilla v této verzi deaktivovala protokol SSL 3, ve kterém byla nalezena zranitelnost. V dialogu pro přizpůsobení přibyla možnost přepínat nainstalované motivy vzhledu. Nově se též objevil dialog umožňující při zamrznutí aplikace ukončit celý proces firefox.exe.

### Firefox 35
Firefox 35 nabídl přepracované vyhledávací pole na hlavní stránce aplikace. Ve službě Firefox Hello přibyly konverzační místnosti. Některé novinky cílily zejména na vývojáře, kterým přibyly nové možnosti v úpravách kaskádových stylů. Mozilla také upravila a optimalizovala výkon přepočtu obrázků. Servisní aktualizace se dočkal také integrovaný prohlížeč PDF a ošetřeny byly některé bezpečnostní problémy.

### Firefox 36
Firefox 36 začal ve výchozím stavu podporovat novou verzi protokolu HTTP/2, který sliboval vyšší výkon a vycházel především z protokolu SPDY od firmy Google. V této verzi bylo opraveno 17 bezpečnostních problémů, z toho byly tři hodnoceny jako kritické.

### Firefox 37
Firefox 37 vyšel v předstihu oproti plánu. Vyhledávač Bing nově používal zabezpečené vyhledávání přes protokol HTTPS: Taktéž přibyly nové nástroje pro vývojáře. Oprav je celkem třináct a hlavní novinkou je plná podpora přehrávání videí v HTML5. Tato verze se dočkala dvou servisních vydání, opravujících bezpečnostní chyby.

### Firefox 38 (ESR)
Firefox 38 přinesl podporu ochrany médií pomocí DRM při přehrávání pomocí HTML5, což byl kontroverzní krok. Podstatnou novinku bylo zavedení nastavení aplikace z okna do otevřeného panelu. V této verzi bylo opraveno 15 bezpečnostních chyb a 5 bylo s označením »kritické«.

### Firefox 39
Firefox 39 přinesl ochranu proti malwaru i pro uživatele operačních systémů macOS a Linux. Zapracováno bylo na optimalizaci síťové komunikace, tato změna by se měla odrazit zejména v načítání stránek. V této verzi byl vypuštěn i Project Silk, přinesl plynulejší posouvání stránek a animace pro uživatele macOSu. Významného vylepšení se dočkal i integrovaný komunikační klient Firefox Hello, vytvořenou místnost je možno snadno sdílet pomoci integrovaného tlačítka sdílet. V této verzi bylo opraveno třináct bezpečnostních chyb, z čehož 4 byly hodnoceny jako kritické.

### Firefox 40
Firefox 40 sladil správce doplňků s novým panelem pro nastavení. Tato verze by měla uživatele informovat o tom, jestli rozšíření jsou digitálně podepsaná, tj. jsou bezpečná a neohrožují instalaci Firefoxu. Firefox v této verzi byl upraven speciálně pro kompatibilitu s nově vydanou verzí systému Windows 10 včetně tabletového režimu. I v této verzi bylo opraveno několik bezpečnostních chyb. Oproti očekáváním Firefox 40 nepřinesl 64bitovou verzi, která měla slibovat lepší stabilitu, rychlost spouštění aplikace i její odezvu. Plánované vydání této varianty se přesunulo na verzi 41.

### Firefox 50
Ač bez revolučních změn, přinesl vylepšené tisknutí ve čtecím režimu a vestavěnou podporu emoji (smajlíků) – to i ve verzi pro Linux. SPDY 3.1 je ve výchozím nastavení vypnutý ve prospěch HTTP/2. Bylo odebráno problematické volání navigator.battery. Největší změnu přinesl Firefox 50 pro uživatele doplňků, se kterými se tato verze zapíná až o 2 a půl vteřiny rychleji. Opravné verze 50.0.1 a 50.0.2 vydané na konci listopadu ještě opravily dvě závažné bezpečnostní chyby, z čehož jedna byla nalezena v prohlížeči Tor Browser, který vychází z Firefoxu ESR.

### Firefox 52 (ESR)
Jednou z největších změna v této verzi je přidání podpory WebAssembly, nového standardu pro rychlé webové aplikace a hry. Dále byla přidána detekce přihlašovacích portálů pro Wi-Fi sítě, varování před přihlašováním na nezabezpečených HTTP stránkách. Po Firefox 45 jde o další verzi s rozšířenou podporou (ESR) a poslední verzí podporující systémy Windows XP a Windows Vista nebo zásuvné moduly používající NPAPI, jako je např. Microsoft Silverlight.

### Firefox 56
Od verze 52 došlo ve Firefoxu k přidání podpory WebM, WebVR nebo více procesů pro zobrazování obsahu webových stránek, zjednodušení správce a tlačítka stahování a režimu čtečky. Zlepšena byla spolehlivost synchronizace, instalace na systémech Windows, funkce adresního řádku. Nezapomnělo se ani na vylepšení nástrojů pro vývojáře, např. byl přepracován režim ladění responzivních webů. Verze 56 jako taková přidala novou funkci snímků webových stránek pomocí služby Firefox Screenshots. Vylepšena byla bezpečnost aktualizací nebo podpora nového rozhraní pro doplňky WebExtensions API.

### Firefox 57 Quantum

Logo Firefoxu od verze 57

Verze 57 vyšla 14. listopadu 2017. Přinesla úplně nové uživatelské rozhraní označované jako Photon a mnoho úprav v jádře, povětšinou převzatých nebo vycházejících z experimentálního jádra Servo. Projekt přebírání ze Serva Mozilla nazvala Quantum, a protože verze 57 byla tímto ovlivněna velmi, marketingově tak označila i verzi samotnou. Nezanedbatelnou změnou bylo také ukončení podpory doplňků používajících technologii XUL a místo ní podpora pouze doplňků s WebExtensions API. Po vydání samotné verze 57 následovaly ještě čtyři setinové opravné verze, které řešily problémy s videem na některých grafických čipech AMD, pády s bezpečnostním softwarem G Data, chybně odesílaná data o pádech, a poslední opravná verze omezila dopad závažných bezpečnostních chyb Meltdown a Spectre v procesorech.

### Firefox 58
Verze 57 a 58 dělil konec roku a proto byla verze 58 poněkud chudší na veliké novinky. Pro Windows přinesla další zrychlení pokračování projektu Quantum. Zrychlila se kompilace JavaScriptu s využíváním mezipaměti a WebAssembly pomocí paralelní a průběžné kompilace. Vyřešila se také velká část problémů s asistivními technologiemi z verze 57. V anglické verzi Firefoxu byla povolena funkce pro automatické vyplňování adres do formulářů.
Verze pro Android ve výchozím stavu zapnula část úprav z projektu Quantum, které byly v předchozí verzi jen pro desktop. Přibyla podpora pro FLAC a progresivní webové aplikace.

### Firefox 68

Logo Firefoxu od verze 70

Od beta verze 68.0beta měla verze 68 podporu pro datový typ BigInt.

### Firefox 69
Ve Firefoxu 69 byla standardně zapnuta blokace kódů pro sledování a kódů pro těžbu kryptoměn. Nově se objevila stránka se statistikami účinnosti této ochrany dostupná přes about:protections.

### Firefox 70
Verze Firefox 70 změnila logo. V adresním řádku přestaly být zvýrazňovány EV certifikáty, pro zobrazení detailů o organizaci je nutné kliknout na zámek vedle URL. Byla zlepšena ochrana proti sledování a přidáno blokování různých typů prvků, které by mohly ohrozit soukromí, spolu s možností zobrazit statistiky těchto ochran. Do prohlížeče byl také integrován správce hesel Lockwise.

### Firefox 72
Verze Firefox 72 ve výchozím nastavení blokuje žádosti o povolení zasílání notifikací a místo nich zobrazuje v adresním řádku ikonku. Pomocí změny nastavení je možné notifikace zakázat úplně.